# Belval-en-Argonne
Pour les articles homonymes, voir Belval.
Belval-en-Argonne est une commune française, située dans le département de la Marne en région Grand Est.

## Géographie

### Localisation
Belval-en-Argonne se trouve à l'est du département de la Marne, en région Grand Est, à la limite avec le département de la Meuse. La commune appartient à la région agricole de l'Argonne.
La commune s'étend sur une superficie de 1 217 hectares. Son altitude varie de 152 à 192 mètres. Le territoire communal est délimité au sud et à l'est par le Coubreuil, rivière qui sépare Belval-en-Argonne de la Meuse. Belval-en-Argonne se divise schématiquement en trois parties : le village à l'est, les étangs de Belval au centre, et la Forêt de Belval, dont l'altitude est plus élevée, à l'ouest.
Par la route, Belval-en-Argonne se situe à 53 km de Châlons-en-Champagne, préfecture de la Marne, à 26 km de Bar-le-Duc, préfecture de la Meuse, et à 26 km de Sainte-Menehould, bureau centralisateur du canton d'Argonne Suippe et Vesle dont dépend Belval-en-Argonne depuis 2015. La commune fait en outre partie du bassin de vie de Bar-le-Duc.
Belval-en-Argonne est limitrophe de 4 communes :
|              | Les Charmontois   |                  |
| Le Châtelier | Belval-en-Argonne |                  |
|              | Sommeilles        | Lisle-en-Barrois |

### Hydrographie
La commune est dans la région hydrographique « la Seine du confluent de l'Oise (inclus) à l'embouchure » au sein du bassin Seine-Normandie. Elle est drainée par le Coubreuil, le Fossé 03 de la commune de Belval-en-Argonne, le Fossé 04 de la commune de Belval-en-Argonne, le Fossé 05 de la commune de Belval-en-Argonne, le Fossé 06 de la commune de Belval-en-Argonne et le Fossé de l'Étang de Belval,.
Le Coubreuil, d'une longueur de 11 km, prend sa source dans la commune  et se jette  dans l'Aisne à Les Charmontois, après avoir traversé quatre communes. 
Cinq plans d'eau complètent le réseau hydrographique : l'ancien étang l'Apôtre (1,4 ha), l'étang de Belval (73,3 ha), l'étang de la Putefin (7,1 ha), l'étang d'étoges (10,6 ha) et l'étang le Normand (0,4 ha),.

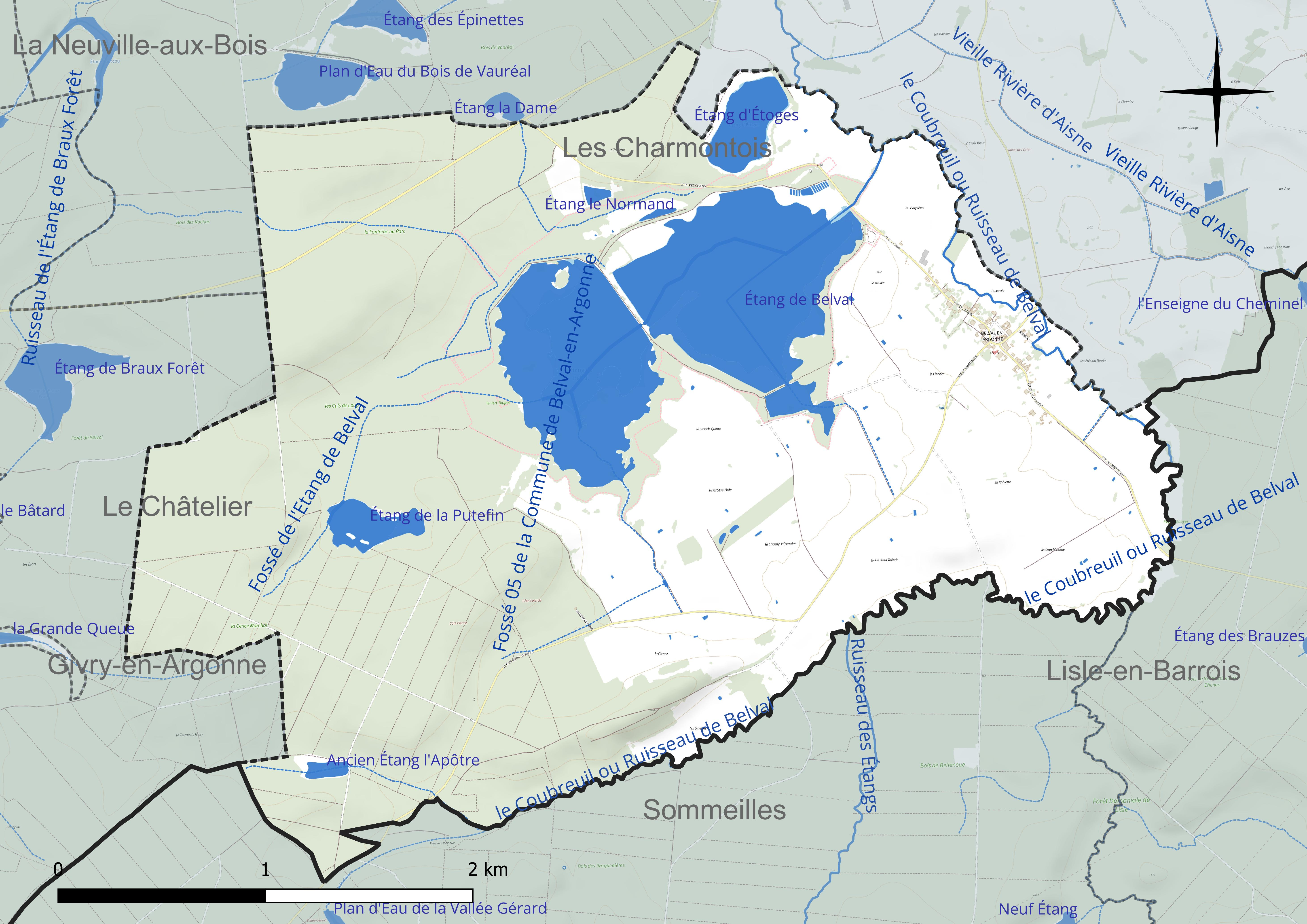
Réseau hydrographique de Belval-en-Argonne.

### Réserve des étangs de Belval
L'étang de Belval est l'un des plus grands du département. Il est racheté en 2007 par un agriculteur pour être asséché et transformé en champ de maïs, le projet est abandonné en chemin sous la pression de la commune et des associations de protection de la nature. Il devient la propriété de la commune, de la LPO, de l'association Natuurpunt et du Conservatoire d’espaces naturels de Champagne-Ardenne. Des travaux ont alors lieu, une des digues, remontant aux XIVe et XVe siècles a notamment du être restaurée.
En 2012, les étangs de Belval-en-Argonne sont classés « réserve naturelle régionale ». La réserve s'étend sur 203 ha. Son intérêt réside avant tout dans son avifaune, on y trouve notamment des butors et des grues cendrées. Elle accueille néanmoins 273 espèces végétales, dont certaines particulièrement rares en Champagne-Ardenne comme la catabrose aquatique, la laîche faux souchet, la patience des marais, la scirpe épingle et l'utriculaire commune. Elle est considérée comme le site « le plus riche en libellules » de la région, avec 41 espèce recensées.

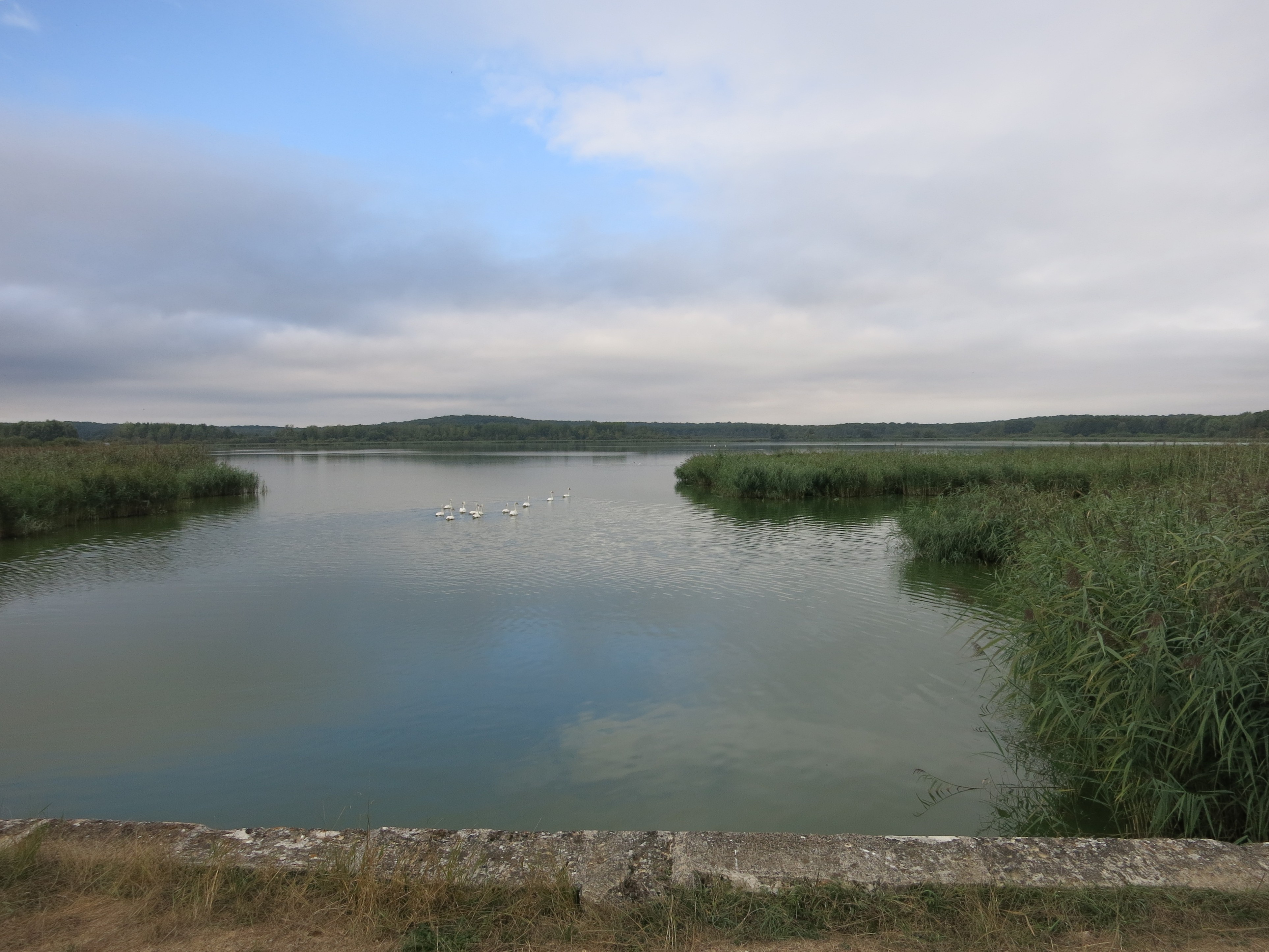
Les étangs de Belval.
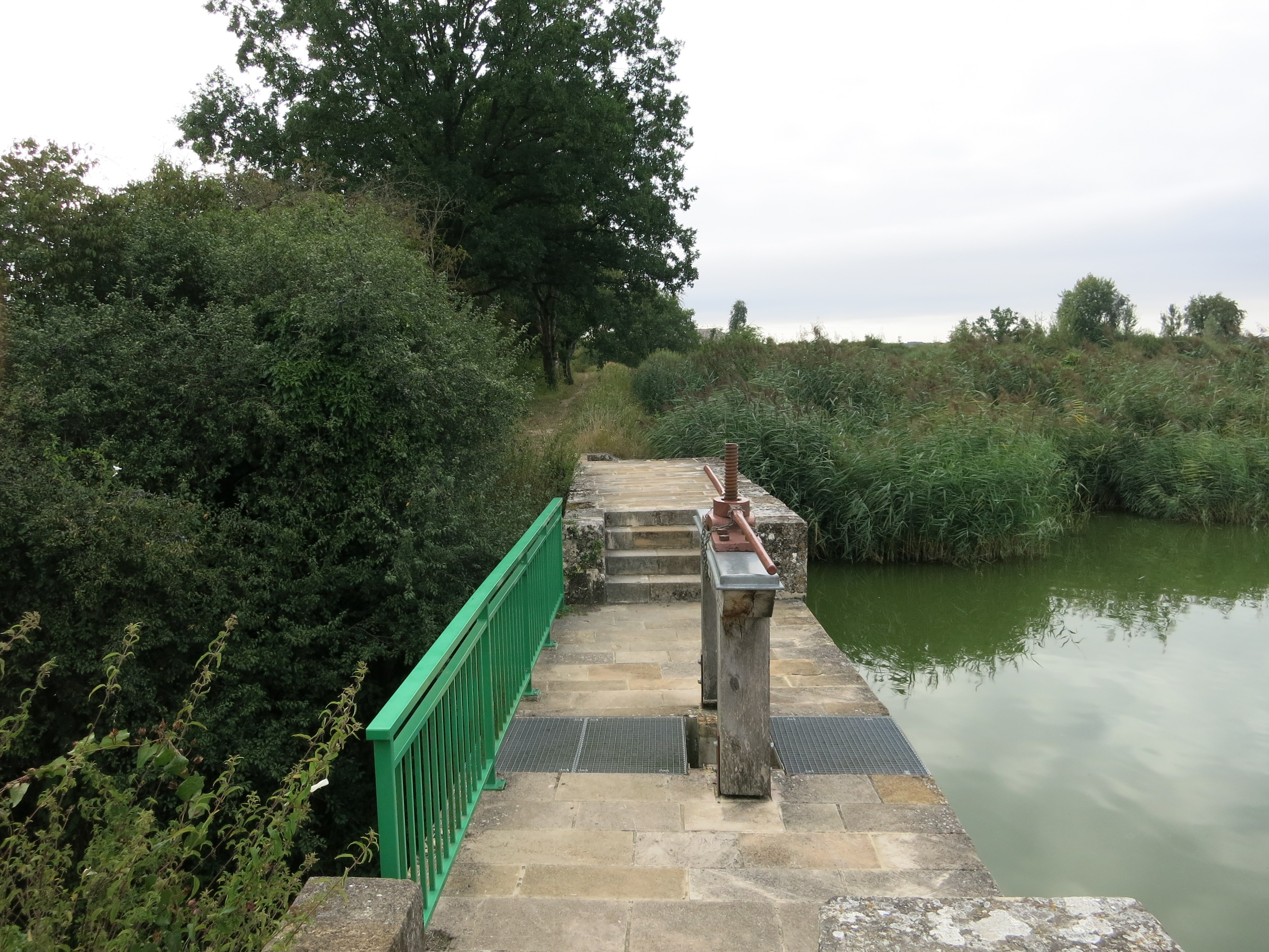
L'écluse des étangs.
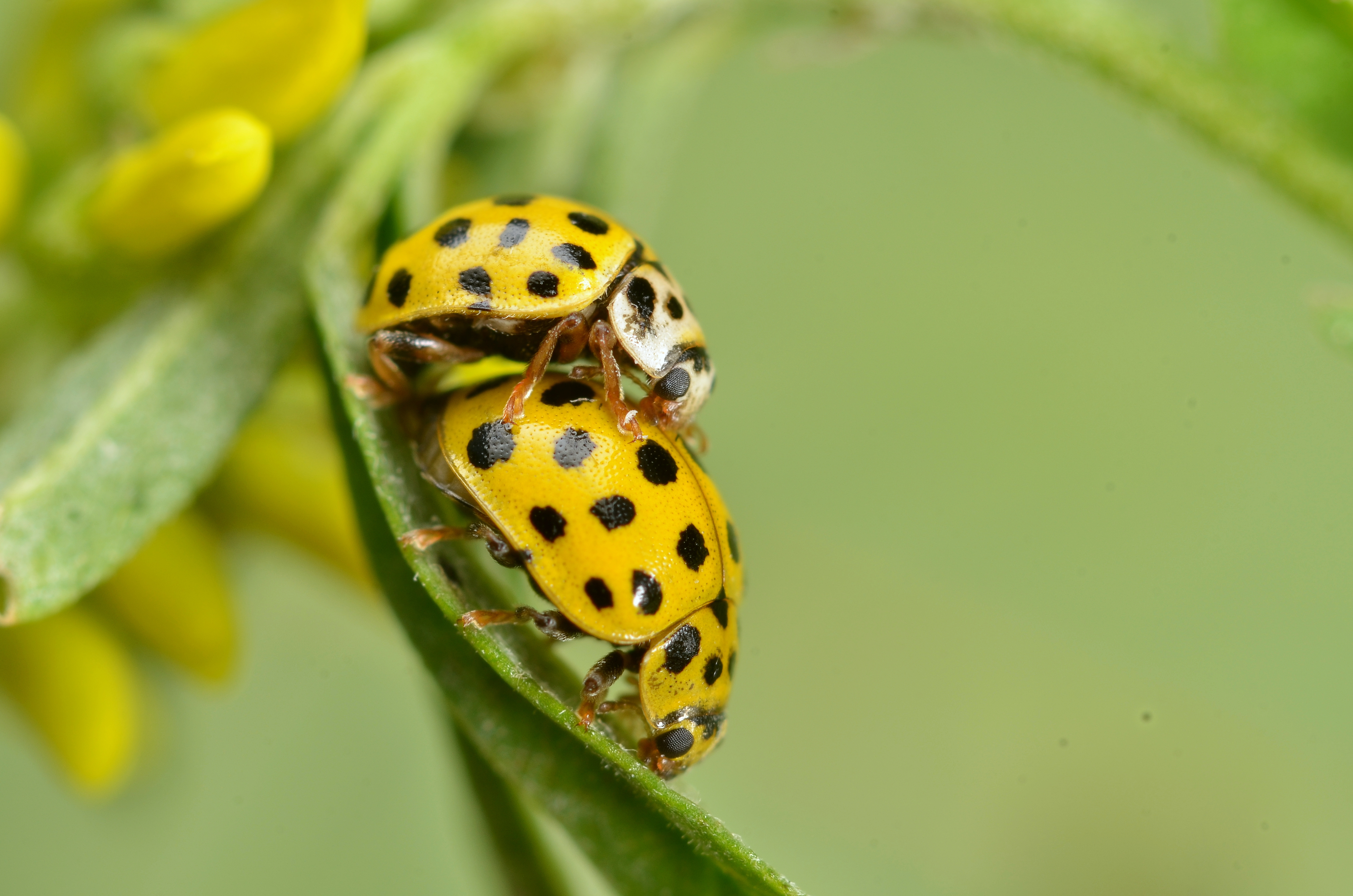
Des coccinelles à 22 points dans la réserve.

### Climat
Pour des articles plus généraux, voir Climat du Grand Est et Climat de la Marne.
En 2010, le climat de la commune est de type climat des marges montargnardes, selon une étude du Centre national de la recherche scientifique s'appuyant sur une série de données couvrant la période 1971-2000. En 2020, Météo-France publie une typologie des climats de la France métropolitaine dans laquelle la commune est exposée à un climat océanique altéré et est dans une zone de transition entre les régions climatiques « Nord-est du bassin Parisien » et « Lorraine, plateau de Langres, Morvan ». 
Pour la période 1971-2000, la température annuelle moyenne est de 10 °C, avec une amplitude thermique annuelle de 15,9 °C. Le cumul annuel moyen de précipitations est de 893 mm, avec 13,3 jours de précipitations en janvier et 9,1 jours en juillet. Pour la période 1991-2020, la température moyenne annuelle observée sur la station météorologique de Météo-France la plus proche, « Triaucourt_sapc », sur la commune de Seuil-d'Argonne à 5 km à vol d'oiseau, est de 11,0 °C et le cumul annuel moyen de précipitations est de 796,7 mm. 
La température maximale relevée sur cette station est de 40,1 °C, atteinte le 25 juillet 2019 ; la température minimale est de −17,8 °C, atteinte le 20 décembre 2009,,. 
Les paramètres climatiques de la commune ont été estimés pour le milieu du siècle (2041-2070) selon différents scénarios d'émission de gaz à effet de serre à partir des nouvelles projections climatiques de référence DRIAS-2020. Ils sont consultables sur un site dédié publié par Météo-France en novembre 2022.

## Urbanisme

### Typologie
Au 1er janvier 2024, Belval-en-Argonne est catégorisée commune rurale à habitat très dispersé, selon la nouvelle grille communale de densité à sept niveaux définie par l'Insee en 2022.
Elle est située hors unité urbaine et hors attraction des villes,.

### Occupation des sols
L'occupation des sols de la commune, telle qu'elle ressort de la base de données européenne d’occupation biophysique des sols Corine Land Cover (CLC), est marquée par l'importance des forêts et milieux semi-naturels (48 % en 2018), en diminution par rapport à 1990 (48,9 %). La répartition détaillée en 2018 est la suivante : 
forêts (48 %), prairies (32,7 %), eaux continentales (9,1 %), zones humides intérieures (8,1 %), zones urbanisées (2,1 %). L'évolution de l’occupation des sols de la commune et de ses infrastructures peut être observée sur les différentes représentations cartographiques du territoire : la carte de Cassini (XVIIIe siècle), la carte d'état-major (1820-1866) et les cartes ou photos aériennes de l'IGN pour la période actuelle (1950 à aujourd'hui).

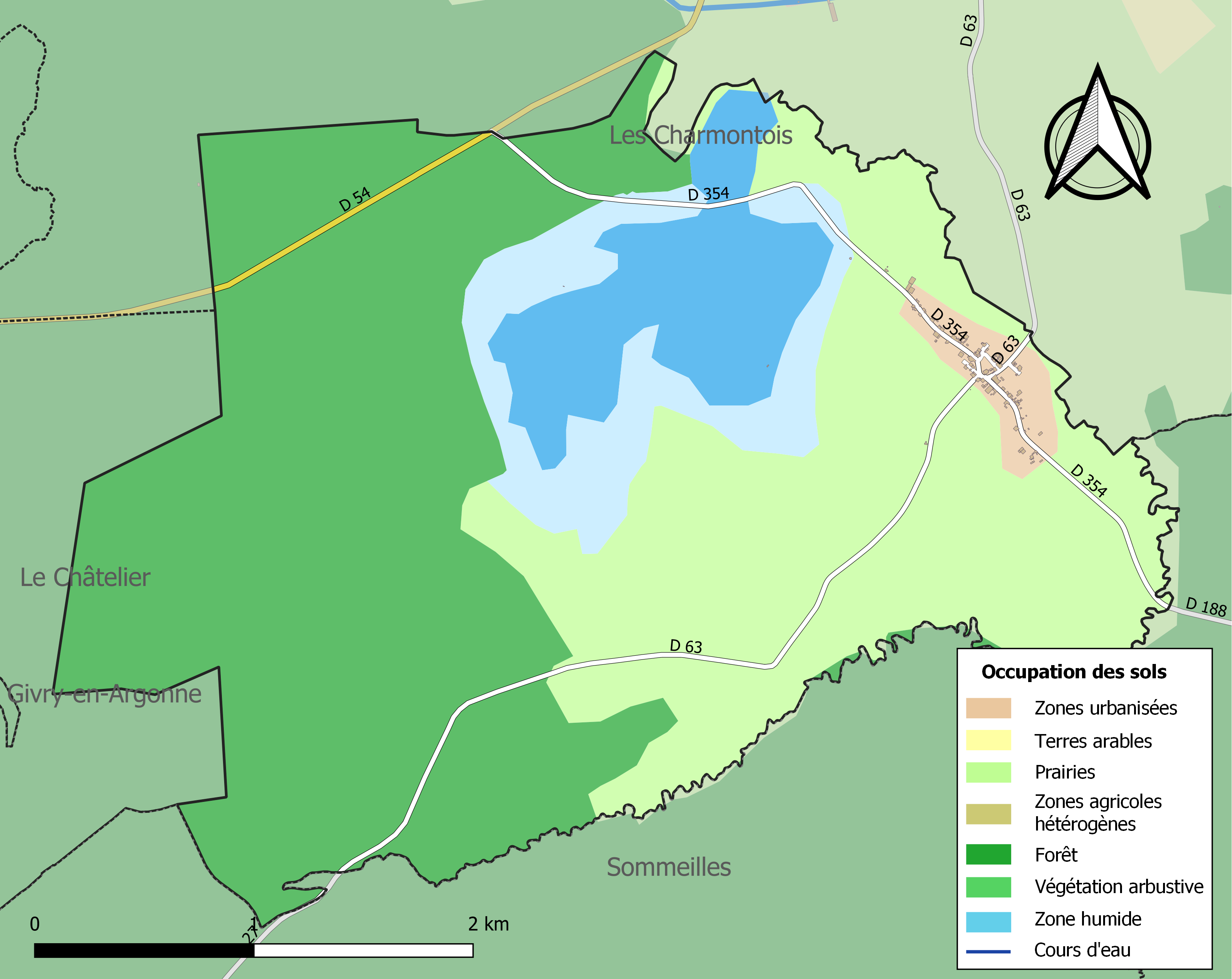
Carte des infrastructures et de l'occupation des sols de la commune en 2018 (CLC).

## Toponymie
En 1922, la commune qui s’appelait Belval-sous-Hans a été renommée Belval-en-Argonne.
Belval signifie la « belle vallée », le « beau vallon ». Le qualificatif en Argonne fait référence à l'Argonne, région naturelle qui chevauche les départements de la Marne, des Ardennes et de la Meuse, à l'est du bassin parisien.

## Politique et administration
Par décret du 29 mars 2017, l'arrondissement de Sainte-Menehould est supprimée et la commune est intégrée le 31 mars 2017 à l'arrondissement de Châlons-en-Champagne.

### Intercommunalité
La commune, antérieurement membre de la communauté de communes de la Région de Givry-en-Argonne, est membre, depuis le 1er janvier 2014, de la CC de l'Argonne Champenoise.
En effet, conformément au schéma départemental de coopération intercommunale de la Marne du 15 décembre 2011, cette communauté de communes de l'Argonne Champenoise est issue de la fusion, au 1er janvier 2014,  de : 
- la communauté de communes du Canton de Ville-sur-Tourbe ;
- de la communauté de communes de la Région de Givry-en-Argonne ;
- et de la communauté de communes de la Région de Sainte-Menehould.

Les communes isolées de Cernay-en-Dormois, Les Charmontois, Herpont et Voilemont ont également rejoint l'Argonne Champenoise à sa création.

### Liste des maires
| Période                                  | Période                     | Identité          | Étiquette | Qualité                          |
| ---------------------------------------- | --------------------------- | ----------------- | --------- | -------------------------------- |
| Les données manquantes sont à compléter. |                             |                   |           |                                  |
| 1995                                     | 2008                        | Marie-France Pons |           |                                  |
| 2008                                     | mai 2020                    | Philippe Gérardot |           |                                  |
| mai 2020                                 | décembre 2020               | Maxence Gérardot  |           | Fils du précédent Démissionnaire |
| avril 2021                               | En cours (au 30 avril 2021) | Philippe Gille    |           |                                  |

## Équipements et services publics

### Postes et télécommunications
Une boîte aux lettres de La Poste se trouve sur le territoire de la commune, route de Laheycourt. Le bureau de poste le plus proche est situé à Seuil-d'Argonne, dans la Meuse, à environ 5 km de Belval-en-Argonne.

### Justice, sécurité et secours
Du point de vue judiciaire, Belval-en-Argonne relève du conseil de prud'hommes, du tribunal de commerce, du tribunal judiciaire, du tribunal paritaire des baux ruraux et du tribunal pour enfants de Châlons-en-Champagne, dans le ressort de la cour d'appel de Reims. Pour le contentieux administratif, la commune dépend du tribunal administratif de Châlons-en-Champagne et de la cour administrative d'appel de Nancy.
Belval-en-Argonne est située en secteur Gendarmerie nationale et dépend de la brigade de Givry-en-Argonne.
En matière d'incendie et de secours, la caserne la plus proche est celle de Givry-en-Argonne, rattachée au Service départemental d'incendie et de secours (SDIS) de la Marne. 

## Démographie
L'évolution du nombre d'habitants est connue à travers les recensements de la population effectués dans la commune depuis 1793. Pour les communes de moins de 10 000 habitants, une enquête de recensement portant sur toute la population est réalisée tous les cinq ans, les populations de référence des années intermédiaires étant quant à elles estimées par interpolation ou extrapolation. Pour la commune, le premier recensement exhaustif entrant dans le cadre du nouveau dispositif a été réalisé en 2004.

En 2022, la commune comptait 44 habitants, en évolution de −10,2 % par rapport à 2016 (Marne : −1,19 %, France hors Mayotte : +2,11 %).
| 1793 | 1800 | 1806 | 1821 | 1831 | 1836 | 1841 | 1846 | 1851 |
| ---- | ---- | ---- | ---- | ---- | ---- | ---- | ---- | ---- |
| 266  | 326  | 289  | 277  | 320  | 329  | 345  | 322  | 325  |

| 1856 | 1861 | 1866 | 1872 | 1876 | 1881 | 1886 | 1891 | 1896 |
| ---- | ---- | ---- | ---- | ---- | ---- | ---- | ---- | ---- |
| 288  | 289  | 281  | 261  | 248  | 263  | 228  | 239  | 215  |

| 1901 | 1906 | 1911 | 1921 | 1926 | 1931 | 1936 | 1946 | 1954 |
| ---- | ---- | ---- | ---- | ---- | ---- | ---- | ---- | ---- |
| 198  | 201  | 192  | 165  | 162  | 192  | 137  | 147  | 131  |

| 1962 | 1968 | 1975 | 1982 | 1990 | 1999 | 2004 | 2006 | 2009 |
| ---- | ---- | ---- | ---- | ---- | ---- | ---- | ---- | ---- |
| 126  | 104  | 73   | 56   | 59   | 47   | 58   | 62   | 53   |

| 2014 | 2019 | 2022 | - | - | - | - | - | - |
| ---- | ---- | ---- | - | - | - | - | - | - |
| 49   | 44   | 44   | - | - | - | - | - | - |

## Culture et patrimoine

### Lieux et monuments
L'église Notre-Dame possède deux verrières du début du XVIe siècle, en partie complétées au XIXe ou XXe siècle, qui sont classées monument historique depuis 1911. La cloche en bronze de 1520 est également classée la même année.